# Sklíthro (Flórina)
Sklíthro, en grec moderne : Σκλήθρο, est un village du dème d'Amýnteo, district régional de Flórina, en Macédoine-Occidentale, Grèce.
Selon le recensement de 2011, la population du village compte 532 habitants.